# مارشال تیلور
مارشال تیلور (انگلیسی: Marshall Taylor; ۲۶ نوامبر ۱۸۷۸ – ۲۱ ژوئن ۱۹۳۲) دوچرخه‌سوار اهل ایالات متحده آمریکا بود.
وی در مسابقات کشوری و بین‌المللی در مجموع برندهٔ ۱ مدال طلا شده‌است.